# معركة الطراد المساعد كورموران والطراد سيدني
معركة الطراد المساعد كورموران والطراد سيدني هي معركة بحرية نشبت على بعد 280 كم عن سواحل أستراليا الغربية في 19 نوفمبر 1941 بين الطراد المساعد الألماني كورموران بقيادة ثيودور ديتمرز والطراد الأسترالي سيدني بقيادة جوزيف بيرنت خلال الحرب العالمية الثانية. نتج عن الاشتباك الذي استمر لنصف ساعة تدمير كلتا السفينتين وتوفي 645 فردًا هو طاقم الطراد الأسترالي سيدني في حين أُنقذ 317 فردًا من طاقم كورموران المؤلف من 399 فردًا.